# Yōko Nagayama
Yōko Nagayama ( 長山洋子 Nagayama Yōko, Tokio, 13 de enero de 1968) es una cantante y actriz japonesa. Después de cantar min'yo en su infancia, hizo su debut musical como ídolo pop (J-Pop) en la década de 1980. En 1993 debutó en el género enka donde se establece como una intérprete reconocida.

## Biografía

### Infancia
Yōko Nagayama descubrió la música a la edad de cuatro años al asistir a un curso de min'yo (canciones populares japonesas) al que su padre la inscribió. Atraída por la música participó en algunos cursos. A la edad de diez años ganó el premio "Victor Young Minyo Performers". Su padre le obsequió un shamisen y ella comenzó a practicar este instrumento. Hoy en día ella toca regularmente el shamisen que le dio su padre.

### Ídolo J-Pop
Yōko Nagayama hizo su debut el 1 de abril de 1984.
Al principio, ella quería debutar como cantante enka. Pero cuando grabó la canción Yuki Guni (雪国), se decidió orientarla hacia el pop japonés (J-Pop) ya que su compañía discográfica pensó que una joven de dieciséis años no estaba lo suficientemente madura para interpretar el género enka. Por lo tanto su primera canción fue "Haru wa SA-RA SA-RA"(春はSA-RA SA-RA), pero esta no alcanzó mayor popularidad.
No fue hasta 1986 que logró ganar gran éxito con su versión de la canción "Venus"(ヴィーナス) del grupo holandés Shocking Blue, la cual también fue interpretada por el grupo británico Bananarama.
Durante su período de ídolo,  cinco de sus canciones estuvieron en el top 10 de Japón:
- "Venus" (ヴィーナス)
- "Your my love"(ユア・マイ・ラヴ)
- "Kanashiki Koibitotachi" (悲しき恋人たち)
- "Haato Ni Hi Wo Tsukete" (ハートに火をつけて)
- "Hangyaku no Hiiroo" (反逆のヒーロー)

### Actuación
Dramas
Yōko Nagayama tuvo una carrera de actuación corta a finales de los años 80 al aparecer en varios dramas , incluyendo:
- 1986 : Hanayomeishō wa dare ga kiru (花嫁衣裳は誰が着る)
- 1988 : Koiko no mainichi (恋子の毎日)
- 1988 : Kimi ga uso o tsuita (君が嘘をついた)
- 1990 : Sanbiki ga Kiru! (三匹が斬る!)

Cine
Ha participado en sólo en una película de la productora Toei Company:
- Koiko no mainichi (恋子の毎日) como Koiko (protagonista).

### Periodo Enka
El 21 de enero de 1993 hizo su debut en el género enka con la canción "Higurashi"(蜩). A pesar de la preocupación de que la canción de su debut no alcanzara mucha popularidad, la canción recibió tres premios e incluso le permitió ir a Kōhaku Uta Gassen por primera vez. Para 1995 ella nuevamente alcanzó gran éxito con la canción "Suterarete"(捨てられて), lo que le permitió participar en Kōhaku Uta Gassen de nuevo.
El 25 de junio de 2003 tuvo mayor éxito con su canción "Jonkara Onna Bushi"(じょんから女節) en la cual canta junto con su shamisen.

### Vida personal
Yōko Nagayama vivió una infancia normal y se graduó de la Escuela Preparatoria Horikoshi (堀越高等学校/Horikoshi Kōtō Gakkō). Posteriormente inicia su carrera musical como cantante de pop y posteriormente como cantante enka.  De 1993 a 2007 participó en catorce veces Kōhaku Uta Gassen.
El 6 de abril de 2009 contrajo matrimonio con el empresario estadounidense Mark Smith, quien es presidente y consejero delegado de la firma de la dotación de personal temporal de la Corporación Skillhouse Staffing Solutions. Esta información fue dada a conocer por Yōko Nagayama en su blog, donde también aseguró a sus fanes que iba a continuar su carrera como cantante después de su matrimonio.
Un año después el 6 de abril del 2010 en su blog publicó que a sus 42 años estaba embarazada por primera vez en su vida, igualmente informó que se iba dar un tiempo para atender sus necesidades personales y esperaba retomar pronto a su vida artística. El 16 de agosto dio a luz a una niña que peso 2.752 kilogramos.
El 9 de noviembre reanudó sus actividades artísticas al participar en el Concierto Musical de la NHK (NHK歌謡コンサート/NHK kayō konsāto). Actualmente sigue activa, al presentarse regularmente programas de televisión dedicados a la música enka y emitiendo sencillos musicales.

## Discografía
Su discografía a lo largo de su carrera se separa el periodo de ídolo del J-Pop y el período enka. Los álbumes y sencillos se ordenan del más antiguo al más reciente en función de su fecha de lanzamiento.

### J-Pop
Sencillos
- Haru wa SA-RA SA-RA (春はSA-RA SA-RA) incluido Yume no Iro (夢の色) (4 de abril de 1984)
- Shabon (シャボン) incluido Pianishimo (ピアニシモ) (1 de agosto de 1984)
- Hisoka ni Tokimeite (密かにときめいて…) incluido Gomen (ごめん) (21 de febrero de 1985)
- Toki wa Fantasy (瞬間(とき)はファンタジー) incluido Half Moon no Kimochi (ハーフムーンの気持) (5 de abril de 1985)
- Gold Wind (ゴールドウィンド) incluido Poroporoto (ぽろぽろと) (05 de agosto日年1985)
- Sugao no mamade (素顔のままで) ※Tema musical de l'OVA 「Love Position - The Legend of Halley (ラブ・ポジション～ハレー伝説)」 incluido Yumeutsutsu(C/W 夢うつつ) (05 de diciembre日年1985)
- Kumo ni noritai 雲にのりたい incluido FLY ME AGAIN (1 de mayo de 1986)
- Venus (ヴィーナス) incluido True Lover～Mitsumekaeshite～ (True Lover～見つめかえして～) (21 de octubre de 1986)
- Your・My・Love (ユア・マイ・ラヴ) incluido Mister Monday (ミスター・マンデー) (5 de marzo de 1987)
- Kanashiki Koibitotachi (悲しき恋人たち) incluido Shinshou Fuukei (Kokoro no Sukecchi) (心象風景（ココロノスケッチ）(3 de junio de 1987)
- Hoshi ni negai wo (星に願いを) icnluido Heart ni Hi wo tsukete (ハートに火をつけて) (9 de octubre de 1987)
- Hangyaku no Hero (反逆のヒーロー) incluido Kireina Pride (綺麗なプライド) (12 de enero de 1988)
- Lonely Goodnight (ロンリーグッドナイト) incluido Tooi Last Summer (遠いラストサマー) (25 de agosto de 1988)
- KOIKO incluant MonaLisa (モナリサ) (16 de diciembre de 1988)
- Hitomi no Naka no Faraway (瞳の中のファーラウェイ) ※Tema musical de l'OVA「Five Star Stories ((ファイブスター物語)」incluido Eien no Blue (永遠のブルー) (21 de febrero de 1989)
- Katahaba no Mirai (肩幅の未来) incluido Na・ma・i・ki (な・ま・い・き) (5 de julio de 1989)
- If We Hold On Together (en dúo avec Diana Ross) incluido Owarinai Serenade (終わらないセレナーデ) (21 de agosto de 1990)

Mini álbum
- Hitomi no naka no fārau~ei (瞳の中のファーラウェイ)（7 de junio de 1989）

Álbunes
- Tokimeki…I・Love・You (ときめき…アイ・ラブ・ユー) (25 de marzo de 1985)
- Venus (ヴィーナス) (1 de febrero de 1987)
- Ondine (オンディーヌ) (5 de agosto de 1987)
- New Yōko・Times (ニューヨーコ・タイムス) (1 de diciembre de 1987)
- Tōkyō・Menu (トーキョー・メニュー) (9 de marzo de 1988)
- F-1 (21 de septiembre de 1988)

### Enka
Sencillos
- Higurashi (蜩) incluido Kokoro dake demo… (心だけでも…) (21 de enero de 1993)
- Umi ni Furu Yuki (海に降る雪) incluido Michishirube (道しるべ) (2 de junio de 1993)
- Namidazake (なみだ酒) incluido Tsuya hana (艶花) (22 de septiembre de 1993)
- Tsuki (蒼月) incluido Anta dake (あんただけ) (9 de marzo de 1994)
- Meotozakeめおと酒 incluido Aya no hito (C/W 綾の女) (10 de mayo de 1995)
- Watashi ga Umarete Sodatta Tokoro (私が生まれて育ったところ) incluido Garasu Saka (硝子坂) (21 de enero de 1995)
- Suterarete (捨てられて) incluido Futatabi no Koi (ふたたびの恋) (24 de marzo de 1995)
- Shiawase ni Shite ne (倖せにしてね) incluido Ikenai Onna (いけない女) (21 de febrero de 1996)
- Yokohama Silhouette (ヨコハマ・シルエット) incluido Uso Da to Itte (嘘だといって) (6 de junio de 1996)
- Tategami (たてがみ) incluido ふられ酒 (Furarezake) (7 de noviembre de 1996)
- Tategami「Gekijōban」 (たてがみ「劇場版」) incluido Akai Yuki (紅い雪) (22 de enero de 1997)
- Oedo no Iroonna (お江戸の色女) incluido Natsu Hitori (夏ひとり) (23 de abril de 1997)
- Ano Koro no Namida wa (あの頃のなみだは) incluido Chizu no Nai Tabi (地図のない旅) (23 de abril de 1997)
- Moonlight Jealousy (ムーンライトジェラシー) (6 de noviembre de 1997)
- Naniwa Yume Jōwa (浪花夢情話（新編桂春団治）) (6 de noviembre de 1997)
- Koi no Platform (恋のプラットホーム) incluido Yōko no Zundokobushi (洋子のズンドコ節) (13 de enero de 1998)
- Tōsan no Uta (父さんの詩) incluido Minatomachi Märchen (港町メルヘン) (21 de marzo de 1998)
- Okeya no Hattsuan (桶屋の八つぁん) incluido Shinjuku Tazune Hito (新宿たずね人) (2 de mayo de 1998)
- Hanazono Shigure (花園しぐれ) incluido Koi Sakaba (恋酒場) (13 de noviembre de 1998)
- Kasa (傘) incluido Fukagawa Koi Kitsune (深川恋キツネ) (24 de marzo de 1999)
- Sadame Yuki (さだめ雪) incluido Onna no Hanakotoba (女の花詞) (8 de abril de 1999)
- Namidazake (なみだ酒) incluido Meotozake (めおと酒) (16 de diciembre de 1999)
- Higurashi (蜩) incluido Tsuki (蒼月) (16 de diciembre de 1999)
- Musubaretai no (むすばれたいの) incluido Toi Machi (遠い街) (1 de enero de 2000)
- Koi Sakaba (恋酒場) incluido Azusagawa (あずさ川) (21 de abril de 2000)
- Akai Yuki (紅い雪) incluido En Musubi (縁むすび) (1 de noviembre de 2000)
- Tōno Monogatari (遠野物語) incluido Ikushunbetsugawa (幾春別川) (17 de mayo de 2001)
- Meguri ai (めぐり逢い) incluido Yadorigi Fūfu (やどり木夫婦) (21 de mayo de 2002)
- Adesugata Onna no Hanafubuki (艶姿女花吹雪) incluido Tsuma to Iu Na Ja Nakutte mo (妻という名じゃなくっても) (24 de julio de 2002)
- Ai Arigatō (愛ありがとう) incluido Irozuku Tabiji (色づく旅路) (23 de octubre de 2002)
- Arashikyou (嵐峡) incluido Fuyu no Tango (冬のタンゴ) (22 de enero de 2003)
- Arinko to Himawari (ありんことひまわり) incluido Arinko no Christmas (ありんこのクリスマス) (25 de junio de 2003)
- Jonkara Onnabushi (じょんから女節) incluido Tamayura (たまゆら) (25 de junio de 2003)
- Onna Tankōbushi (おんな炭坑節) (26 de mayo de 2004)
- Uso Da to Itte (嘘だといって) incluido Bashōfu (芭蕉布) (26 de enero de 2005)
- Yōko no... Umi (洋子の・・・海) incluido Yōko no... Furusato (洋子の・・・ふるさと) (16 de junio de 2005)
- Yōko no Nagorizuki (洋子の・・・名残月) incluido Yōko no... Fuyugeshiki (洋子の・・・冬景色) (19 de octubre de 2005)
- Kizuna (絆) (dueto con Toki-soku Kageyama) (26 de mayo de 2006)
- Matsue funa-uta (松江舟唄) incluido Yōko no... Sakura(洋子の・・・さくら) (21 de junio de 2006)
- Yoko no... Shinjuku Oiwake (洋子の・・・新宿追分) incluido Yōko no... Chigiregumo (洋子の・・・ちぎれ雲) (21 de febrero de 2007)
- Etsuraku no en (悦楽の園) incluido Shōryōnagashi (精霊流し) (22 de agosto de 2007)
- Bōkyōhitorinaki (望郷ひとり泣き) incluido Shimokita no basu  (下北のバス) y Jonkara On'na Bushi[nueva versión]  (じょんから女節 [ニューバージョン]) (27 de agosto de 2008)
- Bōkyōhitorinaki (望郷ひとり泣き)
- Tōi machi (遠い街) incluido Amaria (アマリア) (21 de enero de 2009)
- Seto no banka (瀬戸の晩夏) (10 de junio de 2009)
- Oke-sa koi-uta (おけさ恋唄) incluido Yumeoi kasa (夢追い笠) (20 de enero de 2010)
- Hakatayamakasa on'na-bushi (博多山笠女節) incluido Tabidori (旅鳥) (23 de febrero de 2011)
- Kiso no asunaro (木曽の翌檜) incluido Ame on'na (雨おんな) (11 de abril de 2012)
- Hotto shite kudasai (ほっとしてください) incluido Kadotsuke kyōdai tabi (門付け兄妹旅) (31 de octubre de 2012)
- Mōichido... Komori-uta (もう一度…子守唄) incluido Mama no kagami (ママの鏡) (21 de agosto de 2013)
- Koi no Tsugaru Jūsanko (恋の津軽十三湖) incluido Tsukijigawa (築地川) (28 de mayo de 2014)
- Konpira ichidan (金毘羅一段) incluido Wasshoi (ワッショイ) (8 de abril de 2015)
- Fure ai-bashi (ふれ逢い橋) incluido Yūdzuki no yado (夕月の宿) (18 de mayo de 2016)

Álbunes
- Kirari…Onna gokoro (キラリ…女心) (21 de octubre de 1993)
- Nagayama Yōko Concert (長山洋子コンサート) (24 de agosto de 1994)
- Sakuya kono Hana (咲くやこの花) (2 de noviembre de 1994)
- Wakakusa no Onna (わかくさの芽女(おんな)) (24 de marzo de 1995)
- Usuzumi no Onna (うすずみの女影(おんな)) (24 de marzo de 1995)
- Suterarete～Kawaii Iroke wa Osuki (捨てられて～可愛い色気はお好き) (21 de julio de 1995)
- Demo ne… Yōko (でもね…洋子) (22 de noviembre de 1995)
- Shiawase ni Shite ne (倖せにしてね) (23 de marzo de 1996)
- Yokohama・Silhouette (ヨコハマ・シルエット) (21 de junio de 1996)
- Tategami (たてがみ) (7 de noviembre de 1996)
- Hana Ichirin (花いちりん) (21 de noviembre de 1996)
- Nijuukyuu Sai～Shun～ (二十九才～旬～) (21 de mayo de 1997)
- Are Kara… Go Nen (あれから…五年) (21 de noviembre de 1997)
- Nagayama Yōko, Ichikawa Shousuke Melody o Utau (長山洋子、市川昭介メロディーを唄う) (23 de septiembre de 1998)
- Kita no Tabi (北の旅) (6 de noviembre de 1998)
- Sadame Yuki (さだめ雪) (22 de septiembre de 1999)
- En Musubi (縁むすび) (22 de septiembre de 1999)
- 2000 nen Yōko no Sekai (2000年 洋子の世界) (23 de febrero de 2000)
- Koi Tsuzureori (恋つづれおり) (21 de junio de 2000)
- Akai Yuki (紅い雪) (22 de noviembre de 2000)
- Tōno nite…(遠野にて…) (25 de julio de 2001)
- Onna no Jinsei Melodrama～Tōno Monogatari (女の人生メロドラマ～遠野物語) (21 de noviembre de 2001)
- Meguriai (めぐり逢い) (21 de noviembre de 2001)
- Arashikyou (嵐峡) (22 de enero de 2003)
- Jonkara～Nagayama Yōko Best (じょんから～長山洋子ベスト) (26 de noviembre de 2003)
- Kirari, Onnabushi (キラリ、女節) (21 de febrero de 2004)
- Onna Tanko Bushi (おんな炭坑節) (20 de octubre de 2004)
- Yōko to duetto ~ Nagayama Yōko to Ongaku Nakama-tachi (洋子とデュエット～長山洋子と音楽仲間たち～) (24 de agosto de 2005)
- Yōko no… besuto ~ Nagayama Yōko Hitto Zenkyoku-shū ~ (洋子の…ベスト～長山洋子ヒット全曲集～) (23 de noviembre de 2005)
- Yōko no kamishibai ~ Nagayama Yōko Orijinaru Enka-shū ~ (洋子の紙芝居～長山洋子オリジナル演歌集～) (21 de septiembre de 2006)
- Nagayama Yōko Zenkyoku-shū ~ Kizuna ~ (長山洋子全曲集～絆～) (18 de octubre de 2006)
- Nagayama Yōko Supesharu Besuto ~ Arigatō 15-nen ~ (長山洋子スペシャルベスト～ありがとう15年～) (21 de noviembre de 2007)
- On ~ Nagayama Yōko Besuto Arubamu ~ (恩～長山洋子ベストアルバム～) (19 de diciembre de 2007)
- Yume hitotsu ~ Nagayama Yōko Enka 15 Shūnenkinen Konsāto IN Yūshū ~ (夢ひとつ～長山洋子演歌15周年記念コンサートIN有秋～) (19 de diciembre de 2007)
- Kochi haruki (東風春来) (23 de julio de 2008)
- Nagayama Yōko Besuto ~ Kirin ~ (長山洋子ベスト～麒麟～) (19 de noviembre de 2008)
- “Uta to Karaoke” Besutoten! Nagayama Yōko (“歌とカラオケ”ベストテン！長山洋子) (21 de enero de 2009)
- Nagayama Yōko Supesharu Besuto ~ Seto no Banka ~ (長山洋子スペシャルベスト～瀬戸の晩夏～) (23 de septiembre de 2009)
- Nagayama Yōko Zenkyoku-shū ~ jun ume ~ (長山洋子全曲集～純梅～) (25 de noviembre de 2009)
- Nagayama Yōko Besuto ~ Oke-sa koi-uta ~ (長山洋子ベスト～おけさ恋唄～) (22 de septiembre de 2010)
- Besuto arubamu ~ Hakatayamakasa On'na-bushi ~ (ベストアルバム～博多山笠女節～) (23 de noviembre de 2011)
- Kishin ~ Nagayama Yōko Tsugaru Shamisen no Tabi ~ (帰心～長山洋子津軽三味線の旅～) (31 de octubre de 2012)
- Nagayama Yōko 30 Shūnenkinen Shinguru Korekushon (長山洋子30周年記念シングルコレクション) (2 de octubre de 2013)
- On'na, hitori tabi (おんな、ひとり旅 ) (23 de noviembre de 2016

### Canciones ganadoras.
| Año    | Premio | Canción                              |
| ------ | --- | ------------------------------------ |
| 1993   | 24° Premios de la Música de Japón. Premio a la mejor música de difusión.                                                     | Namida sake (なみだ酒)               |
| 1993   | 26° Gran premio de todas las transmisiones de cable de Japón. Premio a la Excelencia Musical por Cable.                      | Higurashi (蜩)                       |
| 1993   | 26° Premios de la Música de Japón. Premio a la Estrella de Excelencia.                                                       | Higurashi (蜩)                       |
| 1993   | 26° Premios de la Música de Japón.                                                                                           | Higurashi (蜩)                       |
| 1994   | 26° Premios de la Música de Japón. Gran premio.                                                                              | Tsuki (蒼月)                         |
| 1994   | 27° Premios de Japón por cable. Premio a la Excelencia Musical por Cable.                                                    | Meoto sake (めおと酒)                |
| 1994   | 36° Premios de Récord de Japón. Premio a la excelencia.                                                                      | Meoto sake (めおと酒)                |
| 1995   | 28° Premios de Japón por cable. Gran Premio · Premio a la canción más solicitada · Premio a la excelencia musical por cable. | Suterarete (捨てられて)              |
| 1995   | 28° Premio de la difusión inalámbrica de Japón. Premio Especial Yomiuri TV Premio a la Mejor Canción Solicitada.             | Suterarete (捨てられて)              |
| 1995   | 28° Premio de la difusión inalámbrica de Japón. Premio Especial Yomiuri TV Premio a la Mejor Canción Solicitada.             | Kokoro no ito (心の糸)               |
| 1995   | 37° Premios de Récord de Japón. Premio al mejor trabajo · Mejor composición.                                                 | Suterarete (捨てられて)              |
| 1996   | 29° Premios de Japón por cable. Premio a la Excelencia Musical por Cable.                                                    | Tategami (たてがみ)                  |
| 1996   | 29° Gran premio de todas las transmisiones de cable de Japón. Premio a la canción más solicitada.                            | Tategami (たてがみ)                  |
| 1996   | 38° Premios de Récord de Japón. Premio a la excelencia.                                                                      | Shiawase ni shitene (倖せにしてね)   |
| 1997   | 30° Premios de Japón por cable. Premio a la Excelencia Musical por Cable.                                                    | Tategami (たてがみ)                  |
| 1997   | 30° Gran premio de todas las transmisiones de cable de Japón. Premio de solicitud de oro.                                    | Tategami (たてがみ)                  |
| 1999   | 32° Premios de Japón por cable. Premio a la Excelencia Musical por Cable.                                                    | Sadame yuki (さだめ雪)               |
| 2000   | 33° Premios de Japón por cable. Premio a la Excelencia Musical por Cable.                                                    | Koi sakaba (恋酒場)                  |
| 2003年 | 36° Gran Premio a los Letristas de Japón. Premio a la excelencia.                                                            | Jonkara On'na Bushi (じょんから女節) |
| 2003年 | 36° Premios de Japón por cable. Premio a la Excelencia Musical por Cable.                                                    | Jonkara On'na Bushi (じょんから女節) |
| 2006年 | 39° Premios de Japón por cable. (Enka)                                                                                       | Kizuna (絆)                          |
| 2007年 | 41° Gran Premio a los Letristas de Japón. Premio a la excelencia.                                                            | Bōkyōhitorinaki (望郷ひとり泣き)     |
| 2007年 | 41° Gran Premio a los Letristas de Japón. Canción ganadora.                                                                  | Bōkyōhitorinaki (望郷ひとり泣き)     |

### Canciones interpretadas en las diversas ediciones delKōhaku Uta Gassenen las que ha participado Yōko Nagayama
- 1993. Higurashi (蜩)
- 1995. Suterarete (捨てられて)
- 1996. Yokohama Silhouette (ヨコハマ・シルエット)
- 1997. Tategami (たてがみ)
- 1998. Tōsan no Uta (父さんの詩)
- 1999. Sadame yuki (さだめ雪)
- 2000. Akai yuki (紅い雪)
- 2001. Tōno monogatari (遠野物語)
- 2002. Meguri ai (めぐり逢い)
- 2003. Jonkara on'na bushi (じょんから女節)
- 2004. Jonkara on'na bushi (じょんから女節)
- 2005. Bashōfu (芭蕉布)
- 2006. Kizuna (絆) (dueto con Toki-soku Kageyama)
- 2007. Jonkara on'na bushi (じょんから女節)